# Mundai csata
A mundai csata a második világháború egyik ütközete volt 1943. július 2. és augusztus 5. között Új-Georgián. Az amerikai csapatok az egy hónapos véres csata eredményeként elfoglalták a sziget fő japán bázisát és repülőterét.

## Előzmények
Az új-georgiai hadmozdulatok a Cartwheel hadművelet részei voltak, amelynek elsődleges célja – Salamon-szigeteki és új-guineai bázisok elfoglalásával – a japánok térségbeli főhadiszállásának, Rabaulnak az elszigetelése volt. Új-Georgia a Guadalcanaltól nyugatra eső első nagyobb sziget a Salamon-szigetek déli láncán. A japánok repülőteret működtettek Mundánál, a sziget nyugati csücskén, és egy másik bázist Vilán, a közeli Kolombangara-szigeten. Az amerikaiak úgy döntöttek, hogy kétlépcsős támadást indítanak Új-Georgia ellen.
A Munda elleni támadásra a 43. hadosztály 169. és 172. gyalogezredét jelölték ki. Ezek az alakulatok frissek, jól felszereltek voltak, kiképezték őket dzsungelharcra, de harci tapasztalatuk nem volt. Mundát a japán 229. ezred és a 8. különleges haditengerészeti partra szálló erő védte Szaszaki Minoru tábornok irányításával. A japánok éjszakánként Kolombangarából küldtek erősítést Mundába.
A partraszállásra két lehetséges helyszín jött szóba. Az egyik, a Laiana-part három mérföldre keletre esett a településtől, de ezt a szakaszt erősen védték a japánok, ráadásul a nagyobb parti lövegek hatótávolságán belül volt. Hester tábornok a Zanana közelébel levő partszakasz mellett döntött, alábecsülve azt a nehézséget, amelyet a sűrű dzsungel okoz majd katonáinak.

## Előzetes csatározások
Az amerikai csapatok június 30-án partra szálltak Rendovánál, Mundától délre. Más csapatok elfoglalták a sziget keleti részén fekvő Segit és Virut, valamint a Roviana-lagúna bejáratánál fekvő kicsi szigetet. Ezután kisebb felderítőcsapatok szálltak partra Zananánál, és megjelölték a fontosabb tereptárgyakat, valamint egy rajtaütésben megsemmisítettek egy japán egységet. Július 2-3. éjszakáján partra szálltak a Zanana-parton az első amerikai katonák, majd a következő napokban újabb alakulatok érkeztek. Július 5-ére mindkét gyalogezred partra szállt.
Július 6-án megkezdték előrenyomulásukat a Barike-folyó felé. A balszárnyon a 172-esek, a jobbon a 169-esek haladtak. Az utóbbiak japán ellenállásba ütköztek. Az éjszaka folyamán japánok szivárogtak be a vonalaik közé, és az ideges amerikaiak lövöldözni kezdtek, de reggel egyetlen halott japánt sem találtak, számos amerikai azonban megsebesült a tűzben. Másnap a 169-esek folytatták az előrenyomulást, de ismét ellenállásba ütköztek, és csak lassan haladtak. A másik ezred eddigre elérte a kitűzött pozíciót. Nyilvánvalóvá vált, hogy nem tudják tartani a terveket, és a július 8-ára kitűzött általános támadást el kell halasztani.

## Általános támadás

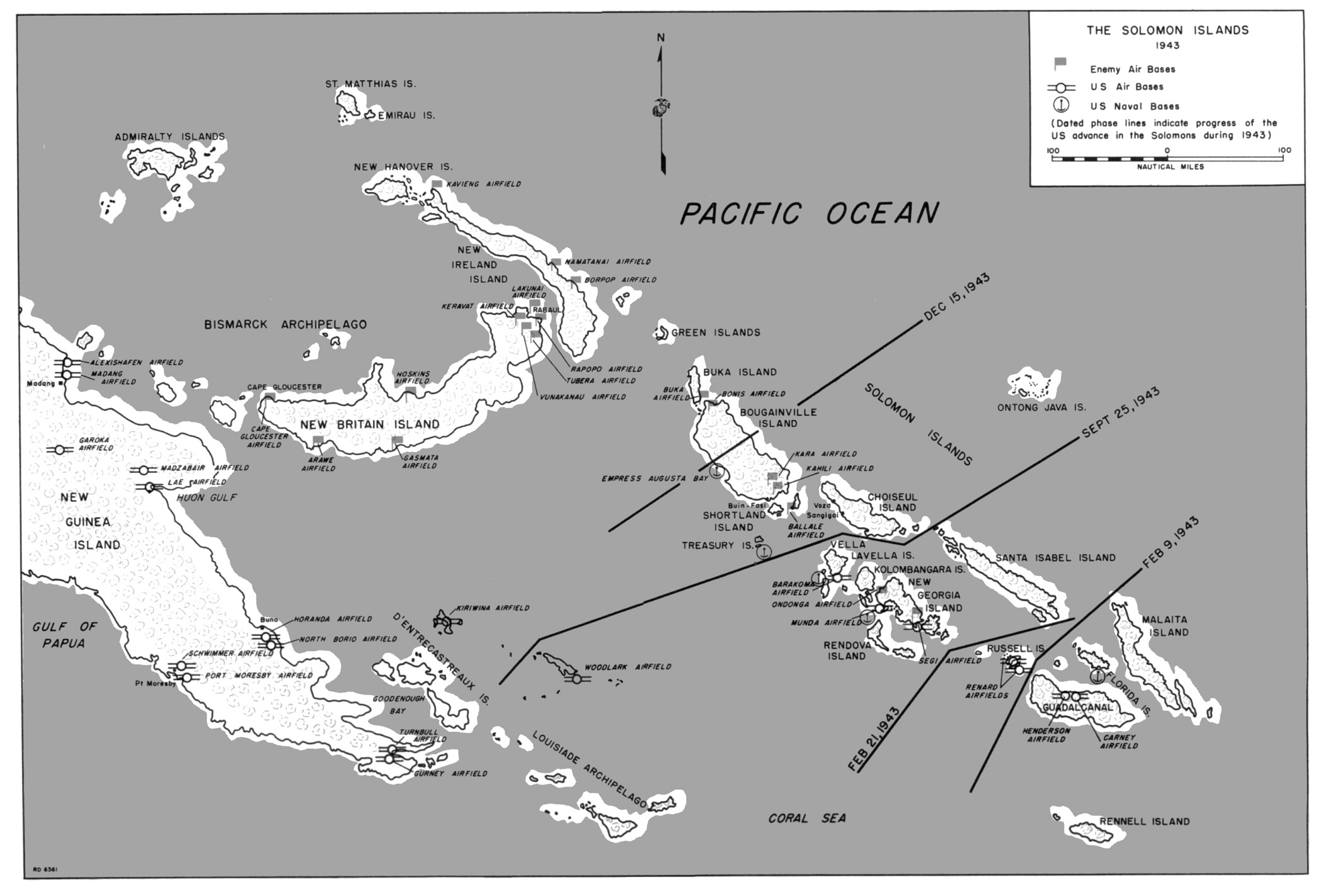
A Salamon-szigetek térképe

Az általános támadást a japán védelmi vonalak masszív bombázása előzte meg a Barike-folyó mögött. Július 9-én 5.12-kor a hadihajók nyitottak tüzet, és a négy romboló 2344 lövedéket lőtt a területre. Ezt az előrenyomuló csapatok tarackjainak tüze követte, amelyek további 3450 lövedéket küldtek a japán vonalak felé. Végül 88 bombázó támadta a védelmi állásokat. Mivel az amerikaiaknak csak feltételezéseik voltak arról, hol fekszenek a japán állások, a bombázás csak kevés kárt okozott.
A gyalogosok reggel kilenckor indultak meg, a balszárnyon (délen) a 172-esekkel, a jobb oldalon (északon) a 169-esekkel. Az előrehaladás nagyon lassú volt. Az amerikaiak július 10-ének estéjén érték el a fő japán vonalakat, amelyek egy magaslatról uralták a repülőtértől keletre eső területet. Július 11-én Hester tábornok úgy döntött, hogy elfoglalja a Laiana-partot is, amely sokkal közelebb volt Mundához. Úgy gondolta, hogy ezzel megoldja a harcoló csapatok ellátási gondjait. A 172-esek azt az utasítást kapták, hogy délnyugati irányból támadják a partot, miközben a 169-esekenek a japán ellentámadásokat kellett visszaverni. A japánok makacsul ellenálltak, de július 13-án a 172-esek elérték a partot. Mivel a partszakasz védői nem számítottak támadásra a szárazföld felől, feladták állásaikat, és visszavonultak Mundába.
Július 14-én az amerikai erősítés partra szállt Laianánál. Az első érkezők a 103. gyalogezred 3. zászlóalja és egy harckocsizó szakasz volt. Miközben a 172-esek dél felé haladtak, a 169-esek is folytatták nyugati előrenyomulásukat. Bombázók támogatásával sikerült elfoglalniuk egy dombot. A japánok számos ellentámadást indítottak, de visszaverték őket, és kénytelenek voltak Mundába visszavonulni. Július 15-én az amerikaiak először vetettek be harckocsikat. A hat tank a 172-esek támadását segítette. Kilőttek több japán tüzelőállást, és hozzájárultak a gyalogosok első nagy sikerű előrenyomulásához, amióta elérték a tengerpartot. Július 16-án és 17-én újabb támadásokat indítottak.

## Japán ellentámadás
A július 17-éről 18-ára virradó éjszaka a japánok megindították az új-georgiai hadjárat egyetlen komolyan szervezett ellentámadását. Szaszaki, aki erősítést is kapott, úgy tervezte, hogy az amerikai jobbszárnyat támadja meg, mögé kerül, és akkora kárt okoz, amekkorát csak tud. A támadás, annak ellenére, hogy az előrenyomuló japánokat egy felderítő csapat meglátta, meglepetésként érte az amerikaiakat. A japánoknak sikerült az amerikaiak mögött elérni a tengerpartot, és megtámadták az egészségügyi gyűjtőpontot, az utászok szállását, a partvédelmet és a parancsnokságot. Ez utóbbit csak a közeli szigetről érkező gépfegyvertűz mentette meg. Ez felbomlasztotta a támadók egységét, és bár egész éjszaka csatároztak, a japánok nem tudták koordinálni akcióikat. Reggelre a japánok visszavonulóban voltak. A japán ellentámadás után a harcoló amerikaiak erősítést kaptak. Július 18-án partra szállt a 148. gyalogezred, és a tartalékban lévő 145-ösöket is a frontra vezényelték, ők július 20-án érkeztek meg. 21-én a 161. gyalogezred is partra szállt.

## Újabb támadás
Griswold tábornok a teljes vonalon támadásra adott parancsot július 25-én, amelyet számos kisebb akció előzött meg egy nappal korábban a vonalak kiegyenesítése érdekében. Ezek ugyan kevés sikerrel jártak, de nem hátráltatták a fő támadás megindítását. Az általános támadást ismét nagy mértékű tüzérségi előkészítés vezette be. A fő célpont egy U alakú magaslat volt a japán védelem közepén, amely a Lópatkó-hegy nevet kapta az amerikaiaktól. A gyalogosoknak sikerült előrenyomulniuk a Laianától nyugatra elterülő ültetvényekben. A Lópatkó-hegyet nem sikerült elfoglalni, és másnap is hiába próbálkoztak, annak ellenére, hogy első alkalommal vetettek be lángszórókat. Július 27-én a vonalak déli végén katasztrófába fulladt egy harckocsitámadás, ugyanis a japánok valamennyi bevetett tankot kilőtték. Július 28-án a 103-asoknak, négy harckocsi támogatásával, sikerült áttörniük a védelmet, és elfoglaltak egy fontos védelmi állást. A jobbszárnyon a 161-esek elfoglaltak egy hegygerincet, a 148-asok viszont túlságosan is előre jutottak, és a japánok elvágták őket a többi amerikai alakulattól. Néhány napig nem is tudtak bekapcsolódni az előrenyomulásba. Július 30-án a japán védelem megtört, amikor az amerikaiak elfoglaltak egy gerincet a Lópatkó-hegyen.

## Harc a repülőtérért
Augusztus 1-jén az amerikaiak elérték a repülőtér keleti végét, ami azt jelentette. hogy bejutottak az utolsó japán védelmi vonal mögé. A japán ellenállás a Lópatkó-hegyen összeomlott. Szaszaki arra készült, hogy a repülőtér nyugati végénél fekvő két magaslatot védi meg. Augusztus 2-án megindult a harc a létesítményért. A nap végére az amerikaiak elfoglalták a keleti dombokat, és közelebb húzódtak dél felől is. Augusztus 5-én felszámolták a japán ellenállást.